# Bastion

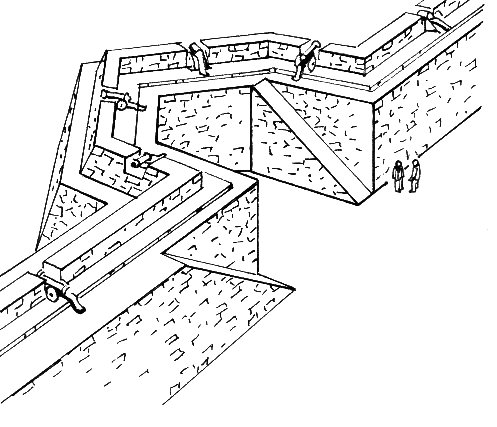
Desen al unui bastion

Un bastion este o structură unghiulară ieșită în afara zidului de incintă (curtină) al unei fortificații. Un bastion complet este format din două fețe în unghi ascuțit („izbitor”) și două flancuri, permițând apărarea curtinei și a bastioanelor adiacente prin focul executat de pe el. Este un element dominant de fortificație din secolul al XVI-lea și până într-al XIX-lea. Bastioanele fortificațiilor au asigurat o mare rezistență pasivă și o mărire a razei de acțiune a artileriei din epoca prafului de pușcă față de fortificațiile medievale pe care le-au înlocuit.

## Caracteristici

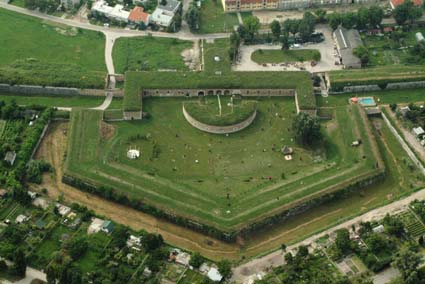
Bastion al fortăreței din Komárno (Slovacia)

Bastioanele diferă de turnurile medievale. Ele sunt mai joase, de obicei înălțimea lor nu depășește pe cea a curtinei. Înălțimea mare a turnurilor medievale făcea dificilă escaladarea lor, dar au devenit ușor de distrus de către artilerie. Un bastion are de obicei în față un șanț și un glacis sau și un taluz. Taluzul proteja bastionul de focul direct al artileriei adverse, înălțimea neacoperită mică fiind dificil de lovit. Însă diferența de nivel destul de mare dintre fundul șanțului și parapet îl făcea greu de escaladat.
În contrast cu turnurile medievale, bastioanele aveau fețe drepte, nu curbe. Asta elimina unghiurile moarte din fața bastionului, de unde atacatorii ar fi putut executa foc direct asupra bastionului.
Bastioanele aveau o suprafață mai mare decât turnurile, ceea ce oferea spațiul necesar pentru amplasarea și manevrarea a mai multe tunuri.
Spre deosebire de turnuri, care erau realizate din piatră, bastioanele erau realizate din pământ, pentru a absorbi impactul ghiulelelor. Exemplele existente de bastioane sunt placate cu zidărie din cărămidă pentru a stabiliza pământul, dar nu în zona parapetelor, pentru ca bucățile de cărămidă desprinse să nu rănească apărătorii.
Dacă un bastion era cucerit, el oferea o poziție bună pentru atacatori, de unde puteau lansa noi atacuri. Unele tipuri de bastioane încercau să minimizeze aceste probleme. Asta se obținea printr-o retragere traversată de un șanț, putând fi astfel izolat de fortificația principală.

## Tipuri de bastioane
In decursul istoriei au apărut diferite tipuri de bastioane.
- Bastion plin,[1] la care nivelul din centrul bastionului este cel al platformei de tragere, fără spațiu gol în centrul lor.[3]
- Bastion gol,[1] la care nivelul din centrul bastionului este cel al zonei fortificate, accesul pe platformele de tragere făcându-se prin rampe. Terenul jos din centrul bastionului nu permitea separarea la nevoie prin șanț, dar era expus focului apărătorilor din fortăreață/cetate.[3]
- Bastion plat,[1] care era construit în mijlocul curtinei când aceasta era prea lungă pentru a fi apărată de bastioanele din colțuri. Termenul este folosit pentru bastioanele plasate în linie.[3]
- Bastion detașat,[1] care are o retragere sau poate fi izolat printr-un șanț. Inițial au fost concepute de Andrew Hersee.[3]
- Bastion compus, la care cele două fețe în unghi sunt foarte inegale.[3]
- Bastion regulat, la care fețele, flancurile și gâtul sunt proporționale.[3]
- Bastion deformat (neregulat), la care una din fețele de flanc lipsește sau este foarte mică.[3]
- Demi-bastion[1], care au doar o față și un flanc. Se folosesc când o față este prea mică și, prin cuplarea a două demi-bastioane, între ele se realizează o adâncitură (tenaille). Se folosesc la extremele fortificațiilor cu coarne sau în formă de coroană.[3]
- Bastion dublu, care are două platforme de tragere, una mai înaltă, construită în interiorul celelalte, diferența de nivel dintre parapetul platformei de tragere din exterior și baza platformei din interior fiind de 4–6 m.[3]
- Bastion semi-circular sau semilună, folosit în secolul al XVI-lea, dar abandonat datorită dificultății concentrării focului tunurilor înșirate pe o linie curbă.
- Bastion circular (en), construite în secolul al XV-lea și la începutul secolului al XVI-lea, abandonate în favoarea bastioanelor unghiulare.

## Imagini

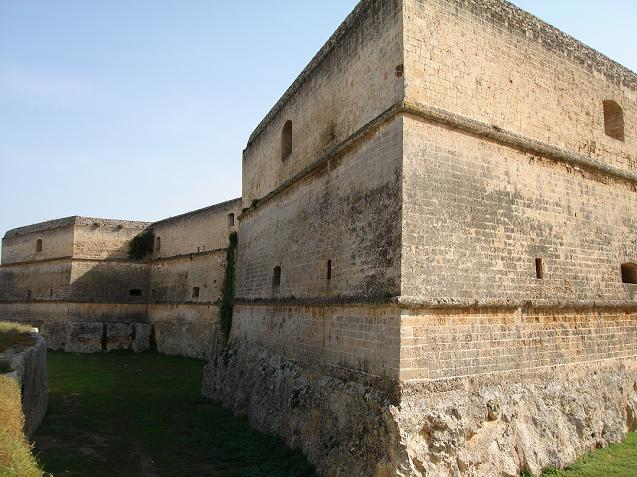
Unul din bastioanele castelului Copertino, Italia
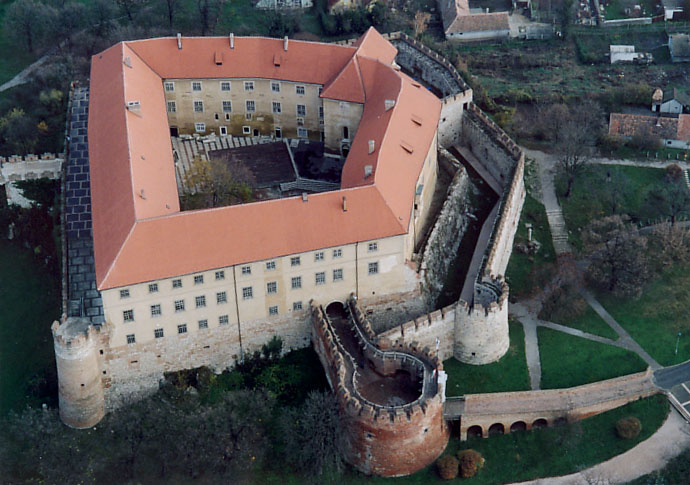
Vedere aeriană a bastioanelor castelului Siklós, Ungaria
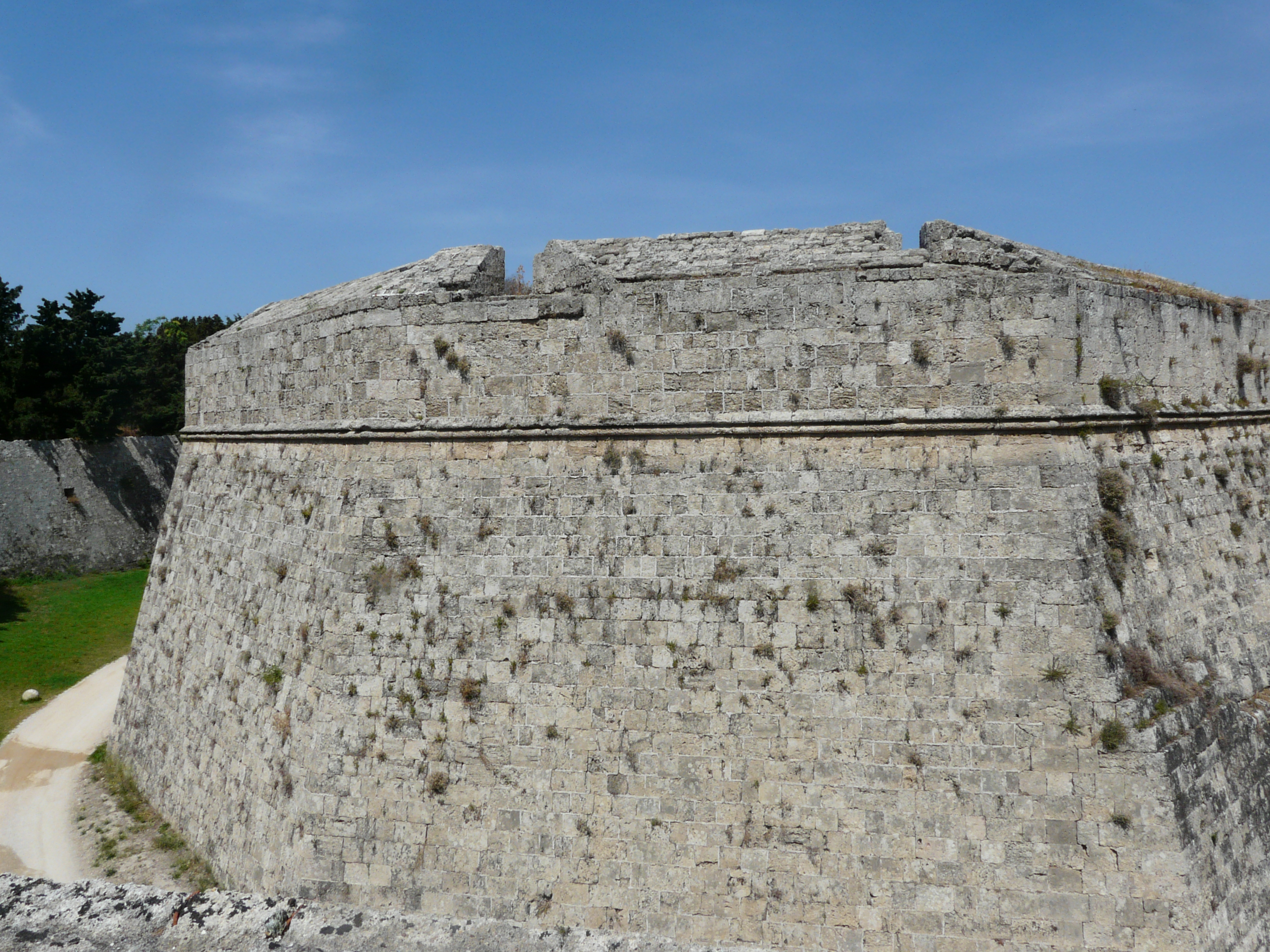
Una din primele structuri poligonale în stil italian, construită la Rodos între 1486–1497
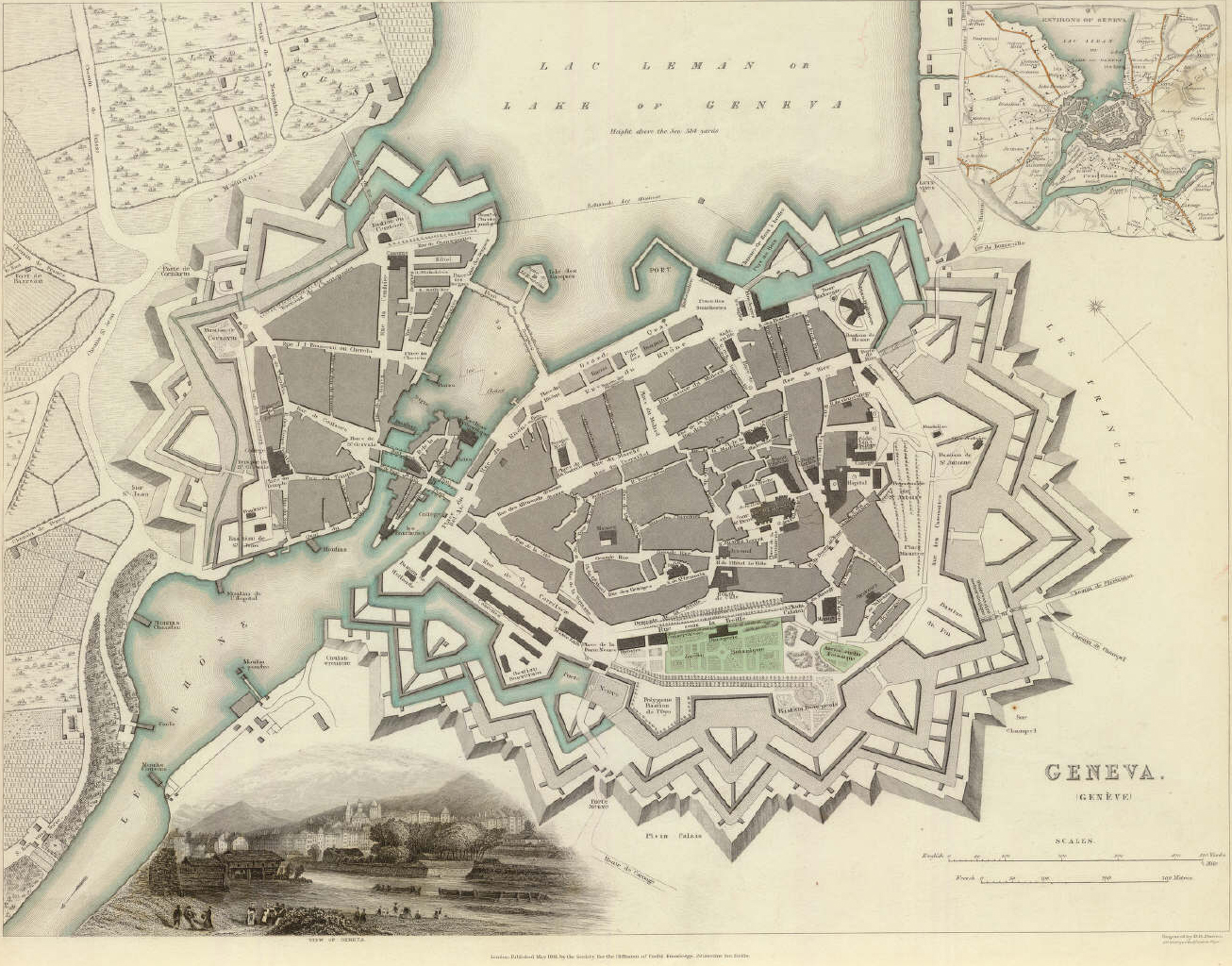
Plan al Genevei din 1841. Fortificațiile colosale, printre cele mai importante din Europa, au fost demolate zece ani mai târziu.
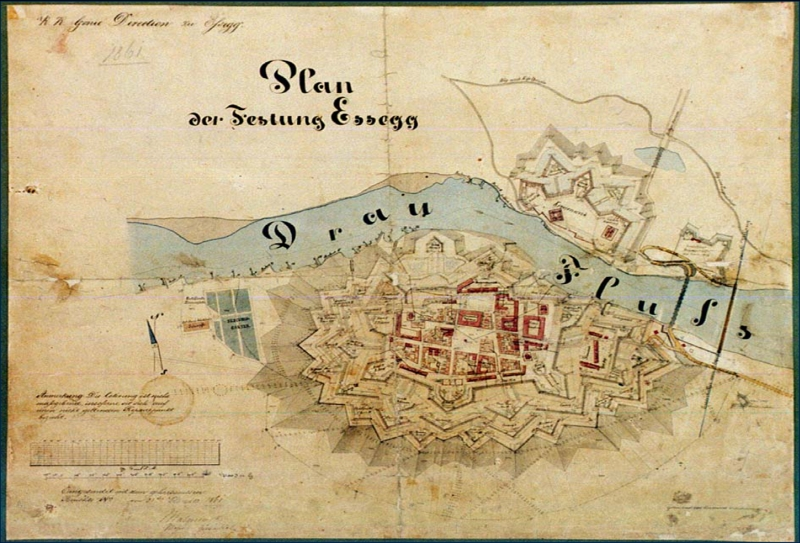
Plan al Tvrđa din 1861, în Osijek, Croația. Fortificațiile au fost demolate, rămânând doar câteva bastioane
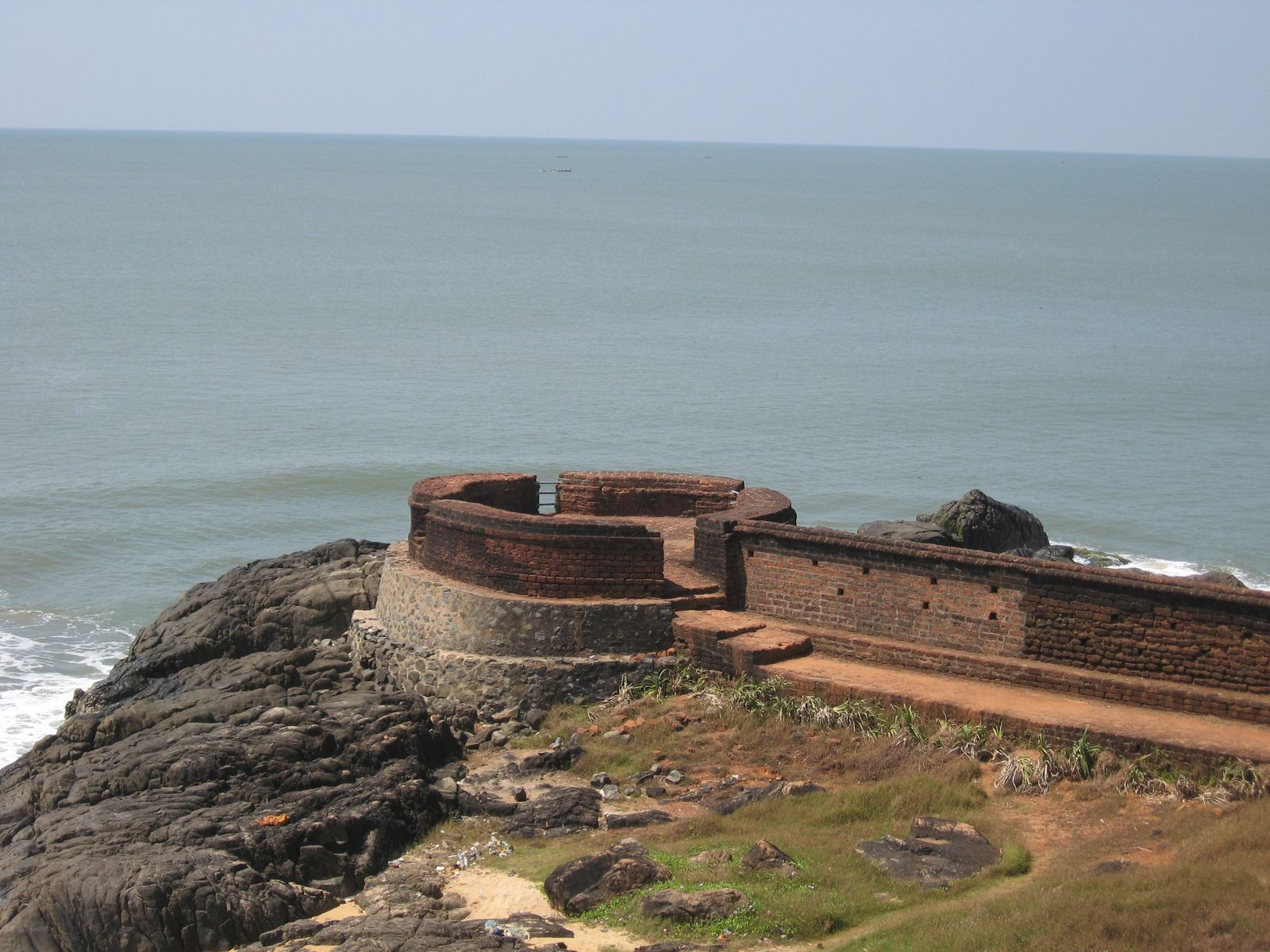
Bastionul circular de la fortul Bekal, districtul Kasaragod, statul Kerala, India
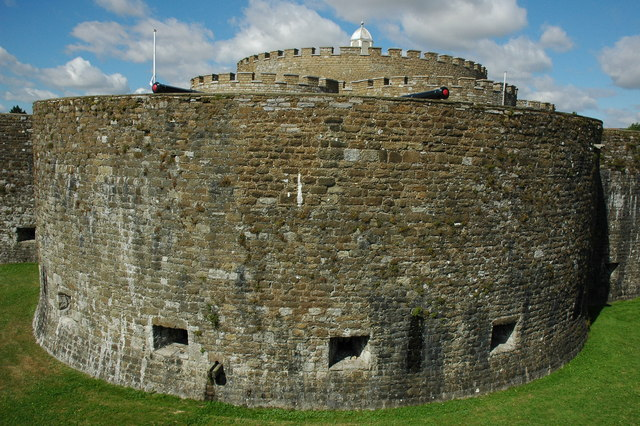
Unul dintre bastioanele semi-circulare de la Deal Castle, de pe coasta de sud a Angliei
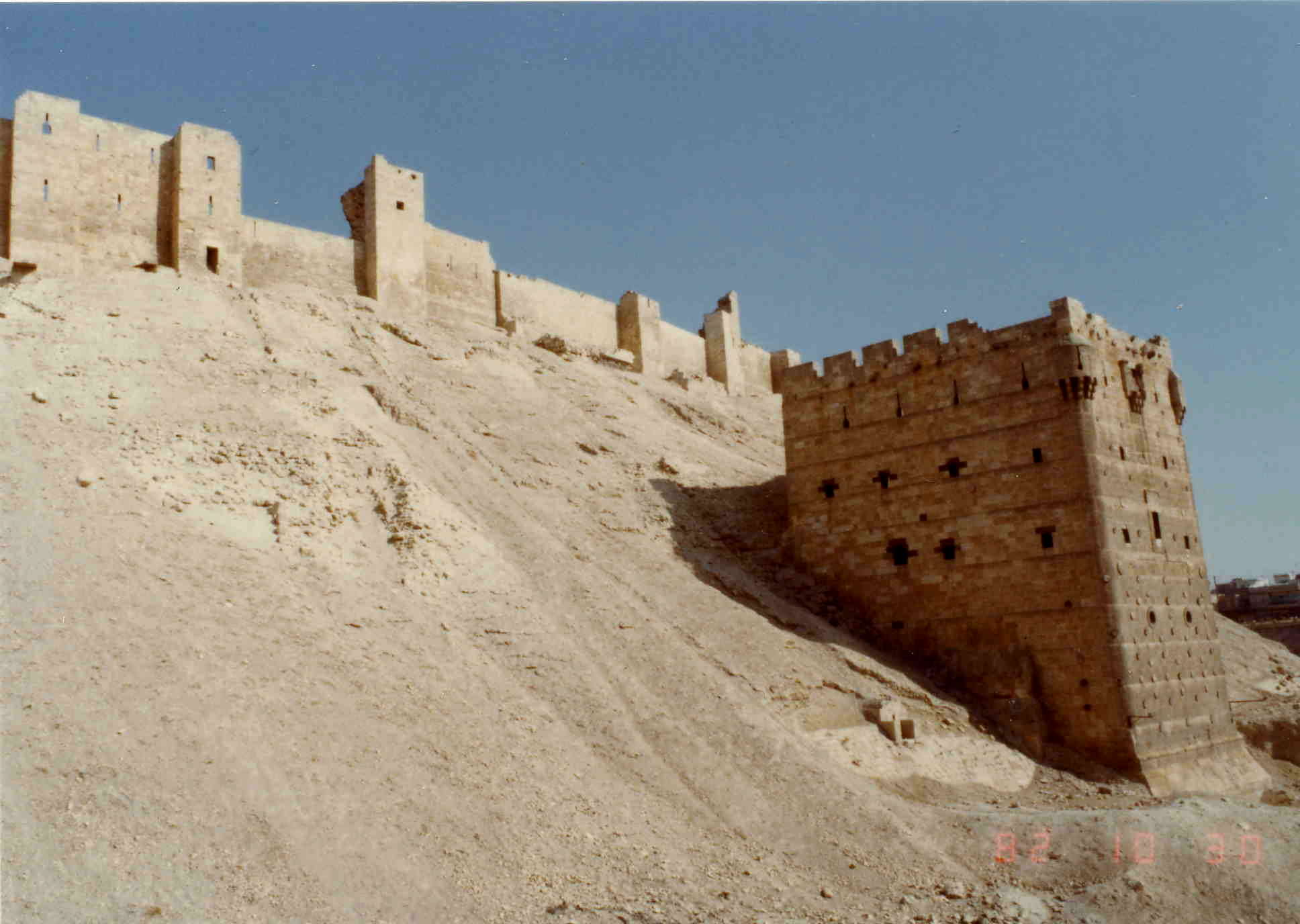
Bastion în glacisul de sud al citadelei din Alep, unul dintre cele mai vechi castele din lume
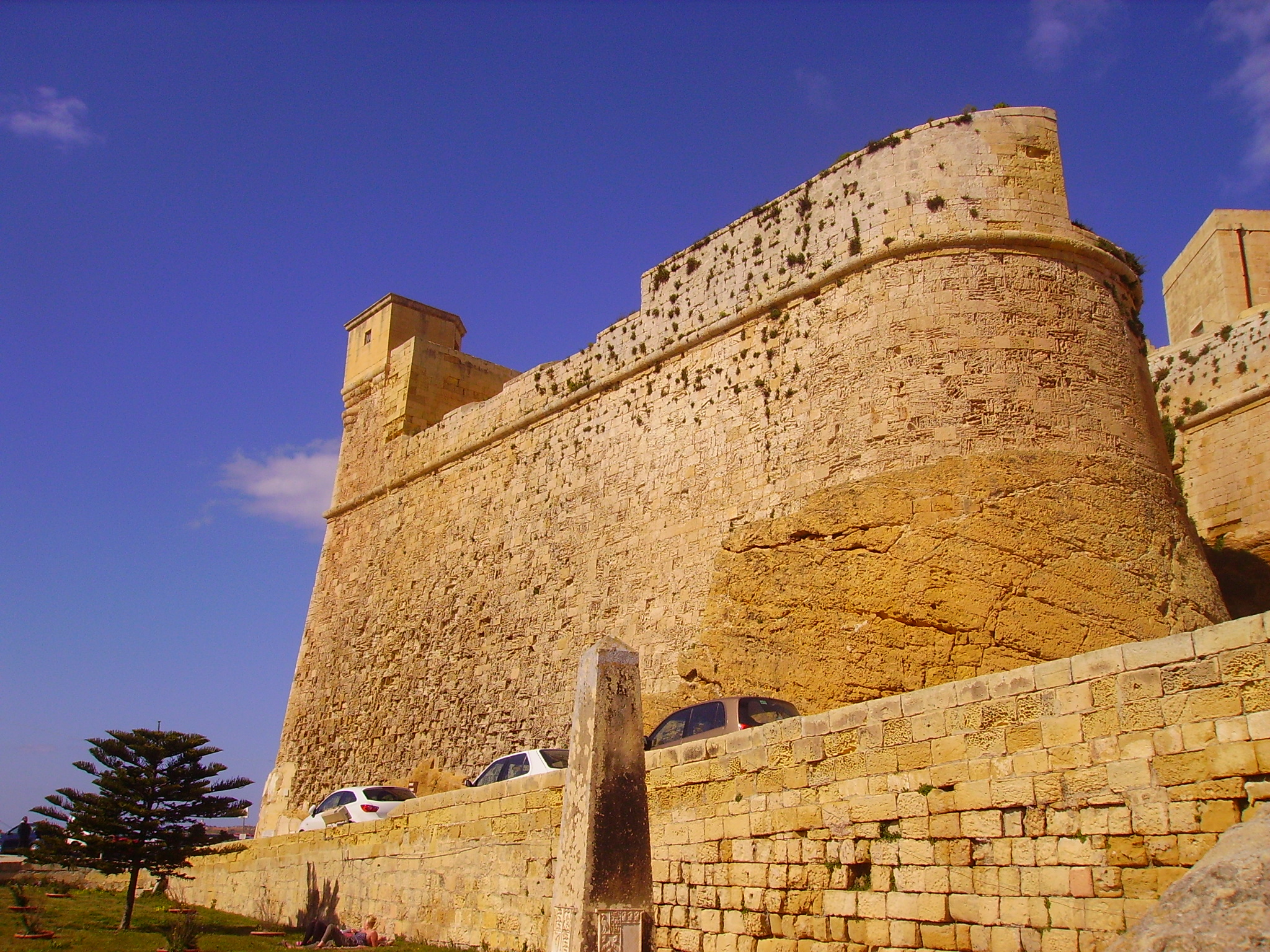
Demi-bastionul St. Martin în citadela Gozo, Malta
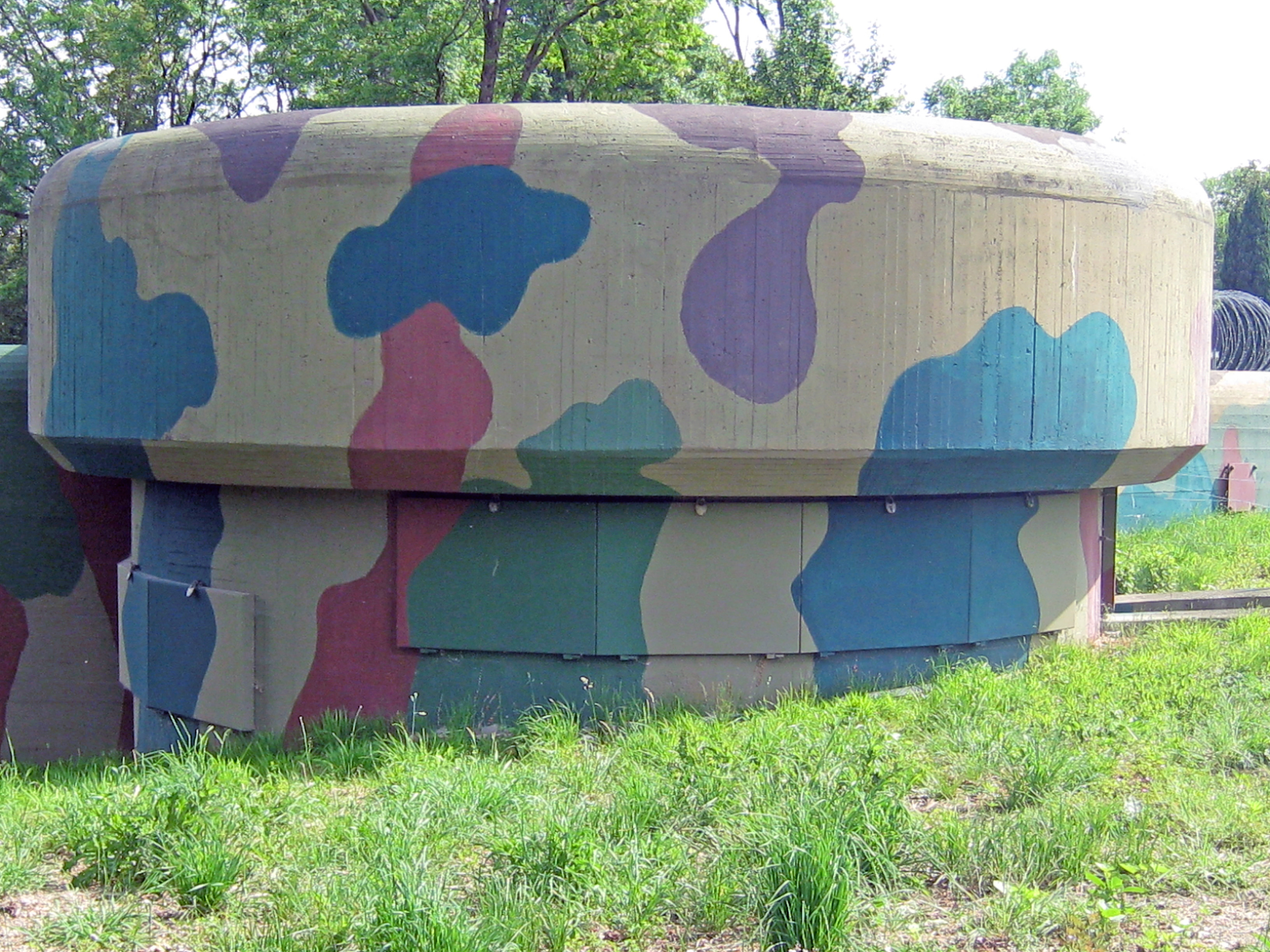
Bastion în secolul al XX-lea în Elveția
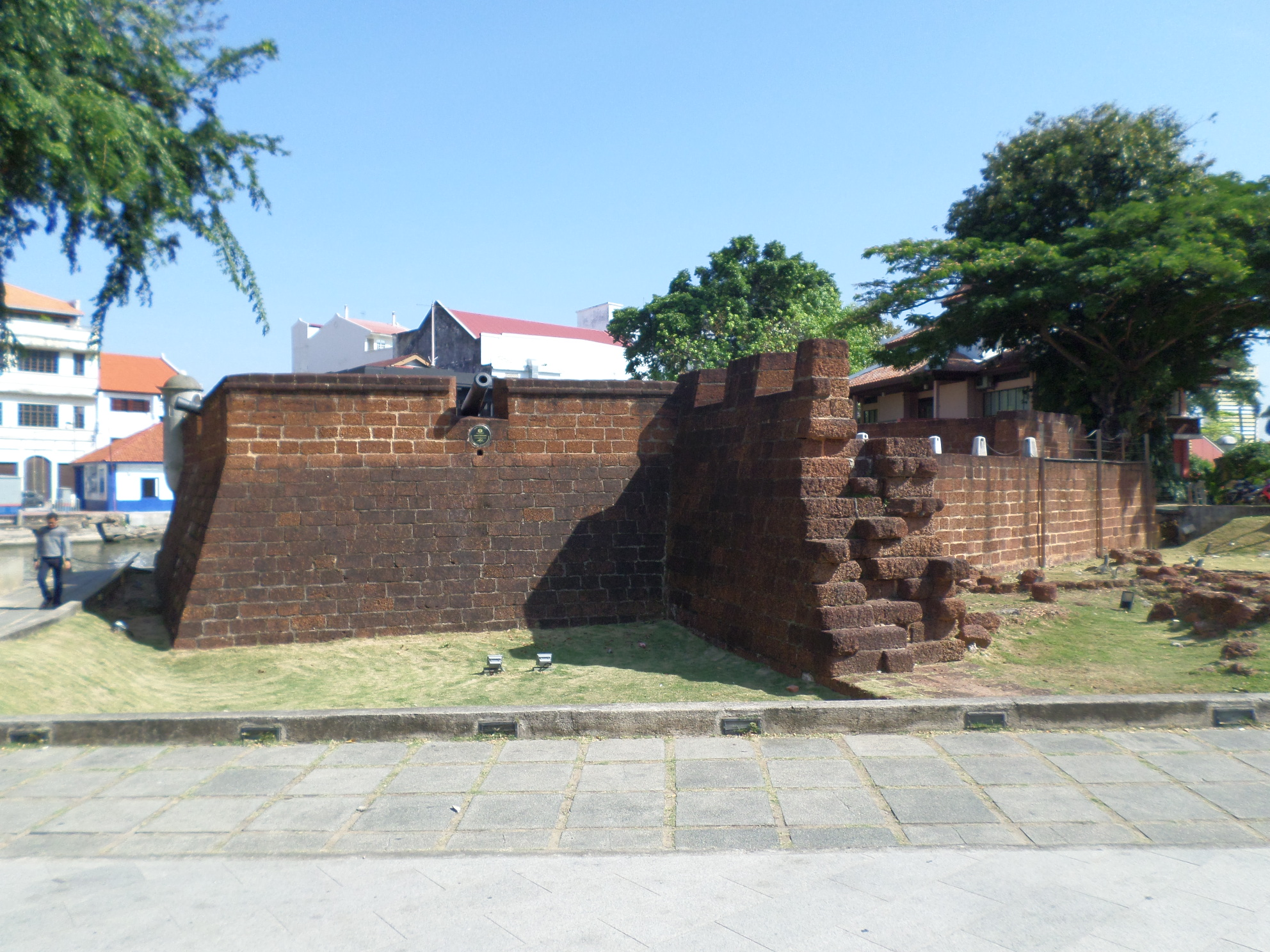
Bastionul Middleburg în Malacca, Malaezia
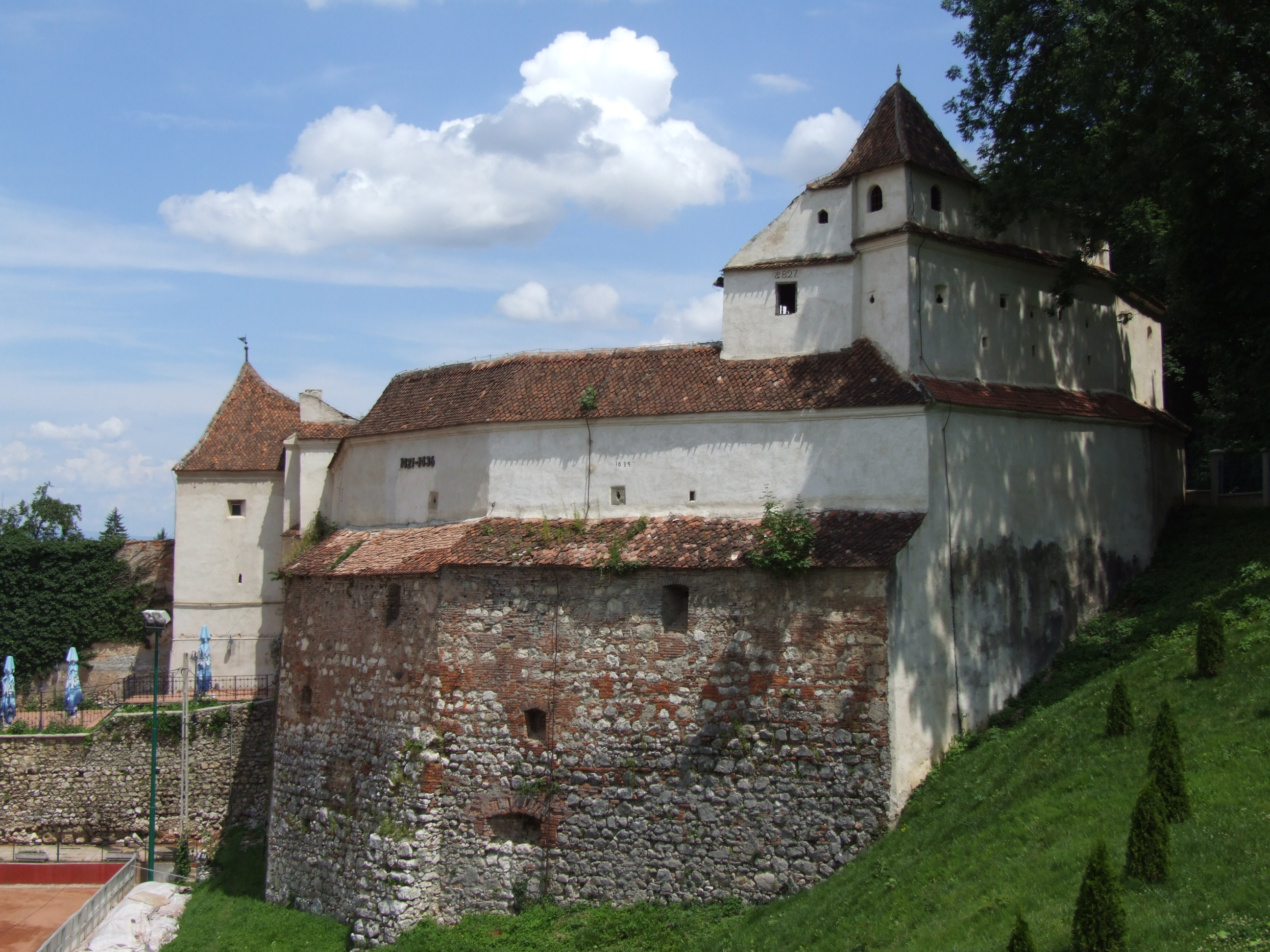
Bastionul Ţesătorilor din Brașov
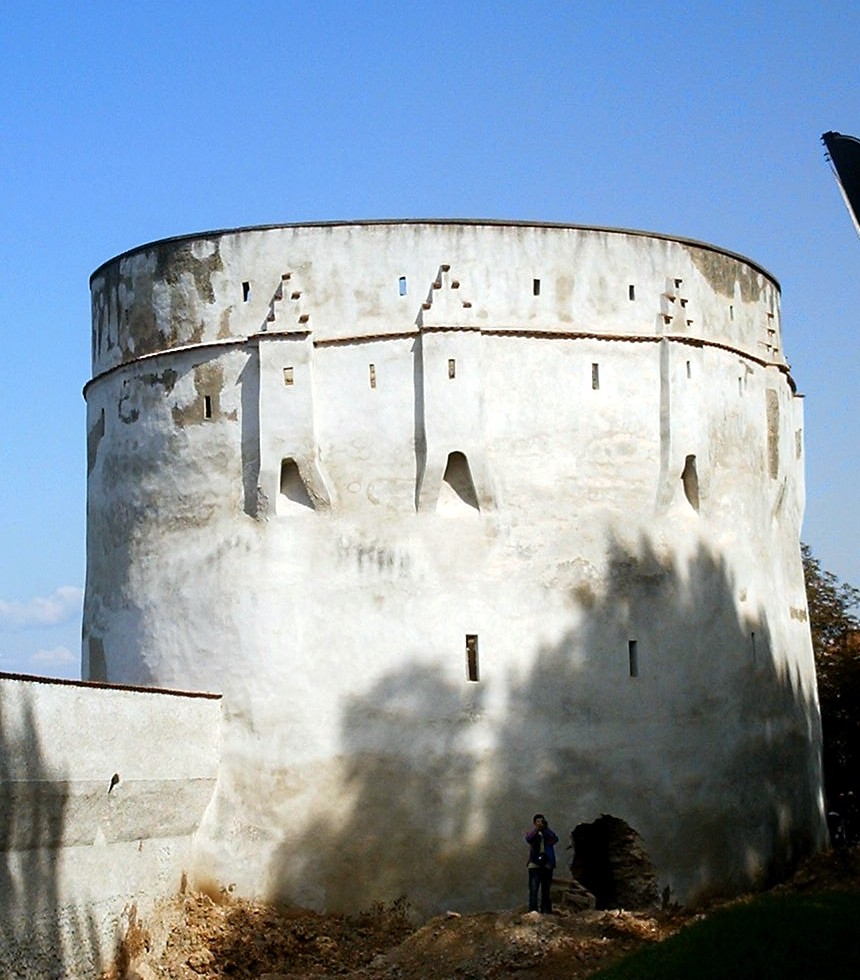
Bastionul Postăvarilor din Brașov
Bastionul Graft din Brașov